# Jala Brat
Jala Brat, pseudonimo di Jasmin Fazlić (Sarajevo, 16 ottobre 1986), è un rapper e produttore discografico bosniaco. Jala ha fondato un gruppo hip hop, i BluntBylon, e lo studio di registrazione Red Eye Vision a Vogošća. Ha rappresentato la Bosnia ed Erzegovina all'Eurovision Song Contest 2016 con la canzone Ljubav je (L'amore è), in collaborazione con Dalal Midhat-Talakić, Fuad Backović-Deen e Ana Rucner. La canzone non si è qualificata per la finale.

## Discografia

### Album in studio
- 2016 – Stari radio (con Buba Corelli)
- 2016 – Kruna (con Buba Corelli)
- 2019 – Alfa & Omega (con Buba Corelli)
- 2021 – Futura
- 2023 – GoodFellas (con Buba Corelli)
- 2024 – Goat Season: Final Chapter (con Buba Corelli)
- 2025 – Roze suze (con Buba Corelli)

### EP
- 2019 – #99
- 2024 – Goat Season (Part One) (con Buba Corelli)
- 2024 – Goat Season (Part Two) (con Buba Corelli)

### Raccolte
- 2020 – Best Imperia Collabs (con Jala Brat)

### Singoli
- 2017 – Glamur
- 2017 – Bad
- 2017 – Ultimatum (con Buba Corelli)
- 2017 – Mlada i luda
- 2017 – Nema bolje (con Buba Corelli e RAF Camora)
- 2018 – Mafia (con Buba Corelli)
- 2018 – Ona'e (con Buba Corelli e Coby)
- 2018 – O kako ne bi
- 2018 – Benga po snijegu (con Buba Corelli e Rasta)
- 2019 – Mila (con Buba Corelli)
- 2019 – Bebi (con Buba Corelli)
- 2019 – Kamikaza (con Buba Corelli e Senidah)
- 2019 – Mat
- 2020 – Karantin (con Buba Corelli)
- 2020 – Partijam
- 2021 – Divljam (con Buba Corelli e Coby)
- 2021 – Noć (con Hava)
- 2021 – Trči
- 2021 – Roze (con Devito e Buba Corelli)
- 2022 – Criminal (con Buba Corelli e RAF Camora)
- 2022 – Warsaw (con Buba Corelli)
- 2022 – Coco (con Buba Corelli)
- 2022 – LaMelo (con Buba Corelli)
- 2022 – Shake It (con Devito)
- 2023 – Karamela (con Buba Corelli e Devito)
- 2023 – SOS (con Buba Corelli)
- 2023 – Da li si me (con Buba Corelli)
- 2023 – GoodFellas (con Buba Corelli e FT Kings)
- 2023 – Dans la tess (con Ghetto Phénomène)
- 2023 – Désolé (con Kalash Criminel)
- 2023 – Padam (con Buba Corelli e Baby It's Pablo)
- 2023 – Randevu
- 2024 – Ona nije ja remix (con Hava e Buba Corelli)
- 2024 – 7ice (con Sajfer e Buba Corelli)
- 2024 – Gori more (con Igor Buzov)
- 2025 – Dumdum (con Klijent e Buba Corelli)